# جبل عناز
جبل عناز عبارة عن جبل بركاني خامد يقع غرب السعودية، ويقع تحديداً في حرة عويرض الواقعة بين منطقتي المدينة المنورة وتبوك. يبلغ ارتفاع الجبل نحو 1839 م.